# Hazelton (Dakota del Nord)
Hazelton è un centro abitato (city) degli Stati Uniti d'America, situato nella Contea di Emmons nello Stato del Dakota del Nord. Nel censimento del 2000 la popolazione era di 237 abitanti. La città è stata fondata nel 1902. Per combattere il calo demografico ad Hazelton vengono offerte terre libere e denaro per poter avviare una propria impresa. .

## Geografia fisica
Secondo i rilevamenti dell'United States Census Bureau, la località di Hazelton si estende su una superficie di 0,60 km², tutti occupati da terre.

## Popolazione
Secondo il censimento del 2000, a Hazelton vivevano 237 persone, ed erano presenti 62 gruppi familiari. La densità di popolazione era di 381 ab./km². Nel territorio comunale si trovavano 129 unità edificate. Per quanto riguarda la composizione etnica degli abitanti, il 100% era bianco. La popolazione di ogni razza ispanica corrispondeva all'1,27% degli abitanti.
Per quanto riguarda la suddivisione della popolazione in fasce d'età, il 22,4% era al di sotto dei 18, il 3,8% fra i 18 e i 24, il 19,4% fra i 25 e i 44, il 24,5% fra i 45 e i 64, mentre infine il 30,0% era al di sopra dei 65 anni di età. L'età media della popolazione era di 49 anni. Per ogni 100 donne residenti vivevano 99,2 maschi.